# تايلور بوث
تايلور بوث (بالإنجليزية: Taylor Booth)‏ هو رياضياتي أمريكي، ولد في 22 سبتمبر 1933 في مانشستر في الولايات المتحدة، وتوفي في 20 أكتوبر 1986.